# Rankine-Skala
Die Rankine-Skala ist eine Temperaturskala, die wie die Kelvinskala beim absoluten Temperaturnullpunkt ihren Nullwert hat, jedoch im Gegensatz zu dieser den Skalenabstand der Fahrenheitskala verwendet. Sie ist nach dem schottischen Ingenieur und Physiker William John Macquorn Rankine benannt, der sie im Jahre 1859 vorschlug. Sie wurde vor allem in anglophonen Ländern benutzt.
Der Abstand von einem Grad Rankine (Einheitenzeichen: °Ra oder eingeschränkt °R) ist damit gleich dem Unterschied von einem Grad Fahrenheit, jedoch liegt der absolute Nullpunkt bei 0 Grad Rankine oder −459,67 Grad Fahrenheit. Grad Rankine ist keine SI-Einheit.
Temperaturdifferenzen mit dem Skalenabstand der Fahrenheitskala können auch in °Ra angegeben werden, da sich deren Zahlenwert bei Differenzen nicht ändert: {\displaystyle {\frac {\Delta \,T}{\,^{\circ }\mathrm {Ra} }}={\frac {\Delta \,\vartheta }{\,^{\circ }\mathrm {F} }}}

## Vergleich mit anderen Skalen

### Umrechnung
Temperaturen in Grad Rankine lassen sich über eine Zahlenwertgleichung wie folgt exakt umrechnen:
| Grad Celsius:    |  | {\displaystyle \left\{t\right\}_{\mathrm {^{\circ }C} }=\left\{T\right\}_{\mathrm {^{\circ }Ra} }\cdot {\tfrac {5}{9}}-273{,}15} |  | {\displaystyle \left\{T\right\}_{\mathrm {^{\circ }Ra} }=\left\{t\right\}_{\mathrm {^{\circ }C} }\cdot {\tfrac {9}{5}}+491{,}67} |
| Grad Fahrenheit: |  | {\displaystyle \left\{t\right\}_{\mathrm {^{\circ }F} }=\left\{T\right\}_{\mathrm {^{\circ }Ra} }-459{,}67}                      |  | {\displaystyle \left\{T\right\}_{\mathrm {^{\circ }Ra} }=\left\{t\right\}_{\mathrm {^{\circ }F} }+459{,}67}                      |
| Kelvin:          |  | {\displaystyle \left\{T\right\}_{\mathrm {K} }=\left\{T\right\}_{\mathrm {^{\circ }Ra} }\cdot {\tfrac {5}{9}}}                   |  | {\displaystyle \left\{T\right\}_{\mathrm {^{\circ }Ra} }=\left\{T\right\}_{\mathrm {K} }\cdot {\tfrac {9}{5}}}                   |

### Fixpunkte
|                                                 | Kelvin    | °Celsius    | °Fahrenheit | °Rankine    |
| ----------------------------------------------- | --------- | ----------- | ----------- | ----------- |
| Siedepunkt des Wassers bei Normaldruck          | 373,150 K | 100,000 °C  | 212,000 °F  | 671,670 °Ra |
| „Körpertemperatur des Menschen“ nach Fahrenheit | 308,705 K | 35,555 °C   | 96,000 °F   | 555,670 °Ra |
| Tripelpunkt des Wassers                         | 273,160 K | 0,010 °C    | 32,018 °F   | 491,688 °Ra |
| Gefrierpunkt des Wassers bei Normaldruck        | 273,150 K | 0,000 °C    | 32,000 °F   | 491,670 °Ra |
| Kältemischung aus Wasser, Eis und NH4Cl         | 255,372 K | −17,777 °C  | 0,000 °F    | 459,670 °Ra |
| absoluter Nullpunkt                             | 0 K       | −273,150 °C | −459,670 °F | 0 °Ra       |

Die Fixpunkte, mit denen die Skalen ursprünglich definiert wurden, sind farblich hervorgehoben und exakt in die anderen Skalen umgerechnet. Heute haben sie ihre Rolle als Fixpunkte verloren und gelten nur noch näherungsweise. Allein der absolute Nullpunkt hat weiterhin exakt die angegebenen Werte.